# کلونووا (استان ووتسکی)
کلونووا (به لهستانی:  Klonowa) یک روستا در لهستان است که در گمینا کلونووا واقع شده‌است.
 کلونووا  ۹۵۰ نفر جمعیت دارد.